# Вильяльба, Эктор Даниэль
Э́ктор Даниэ́ль Вилья́льба (исп. Héctor Daniel Villalba; род. 26 июля 1994, Буэнос-Айрес, Аргентина) — аргентинский и парагвайский футболист, нападающий клуба «Либертад». Выступал за сборную Парагвая.

## Клубная карьера
Вильяльба начал карьеру в клубе «Сан-Лоренсо». 18 августа 2012 года в матче против «Эстудиантеса» из Ла-Платы он дебютировал в аргентинской Примере, заменив в конце противостояния Леандро Альварадо. 13 апреля 2013 года в поединке против «Расинга» из Авельянеды Эктор забил свой первый гол за команду. В 2014 году он стал чемпионом Аргентины в составе «Сан-Лоренсо». 10 апреля того же года в поединке Кубка Либертадорес против бразильского «Ботафого» Вильяльба забил свой первый гол на международном уровне. В августе того же года Эктор стал обладателем трофея. В феврале 2016 года он помог «Сан-Лоренсо» выиграть Суперкубок Аргентины.
22 июля 2016 года Вильяльба перешёл в будущий клуб MLS «Атланта Юнайтед», вступающий в главную лигу США в сезоне 2017, и подписал с ним контракт молодого назначенного игрока. До января 2017 года он отправился в аренду в мексиканскую «Тихуану». В мексиканской Примере Эктор дебютировал 7 августа в матче против «Крус Асуль», заменив во втором тайме Мильтона Каральо.
5 марта 2017 года он участвовал в дебютном матче «Атланты Юнайтед», в котором клуб встретился с «Нью-Йорк Ред Буллз». 18 марта в поединке против «Чикаго Файр» Эктор забил свой первый гол за «Атланту Юнайтед». В январе 2018 года Вильяльба получил грин-карту и перестал считаться в MLS иностранным игроком.
31 января 2020 года Вильяльба перешёл в парагвайский «Либертад».

## Международная карьера
Отец Вильяльбы — родом из Парагвая. За сборную Парагвая он дебютировал 20 ноября 2018 года в товарищеском матче со сборной ЮАР, выйдя на замену во втором тайме.

## Достижения
«Сан-Лоренсо»
- Чемпион Аргентины: инисиаль 2013
- Обладатель Кубка Либертадорес: 2014
- Обладатель Суперкубка Аргентины: 2015

«Атланта Юнайтед»
- Чемпион MLS (обладатель Кубка MLS): 2018
- Обладатель Открытого кубка США: 2019

«Либертад»
- Чемпион Парагвая: апертура 2021